# Lokala galaxhopen
Lokala galaxhopen, eller Lokala galaxgruppen, alternativt bara Lokala gruppen eller Lokala hopen, är den grupp av ett 50-tal närbelägna galaxer i vilken även Vintergatan ingår. Samtliga galaxer inom hopen finns inom ca 5 miljoner ljusårs avstånd från Vintergatan. Lokala galaxhopen är ungefär 10 miljoner ljusår tvärs över. Hopens gravitationscentrum befinner sig någonstans mellan Vintergatan och Andromedagalaxen.
De största galaxerna i gruppen är:
- Andromedagalaxen
- Vintergatan
- Triangelgalaxen
- Stora magellanska molnet
- Lilla magellanska molnet

Andra galaxer i gruppen är Sextans A, Sextans B, Leo I och Leo II.  
Runt Andromedagalaxen finns runt 20 satellitgalaxer.
Den lokala hopen uppskattas vara 13 miljarder år gammal. Gruppens galaxer är på väg mot varandra. Om sju miljarder år antas Vintergatan och Andromedagalaxen ha blivit en enda stor galax. Närmaste granne är Maffei 1-hopen som tros ha varit en del av den lokala hopen tidigare, därefter Virgohopen, som ligger 55 miljoner ljusår bort. Dessa galaxhopar ingår i superhopen Virgosuperhopen.

### Fotnoter
1. 1 2  ”Lokala galaxgruppen - Uppslagsverk - NE.se”. www.ne.se. https://www.ne.se/uppslagsverk/encyklopedi/l%C3%A5ng/lokala-galaxgruppen. Läst 6 februari 2024.
2. ↑  ”The Universe within 5 million Light Years The Local Group of Galaxies” (på engelska). Atlas of the Universe. http://www.atlasoftheuniverse.com/localgr.html. Läst 19 januari 2016.
3. ↑  ”The Local Group is our galactic neighborhood” (på amerikansk engelska). earthsky.org. 24 oktober 2023. https://earthsky.org/clusters-nebulae-galaxies/what-is-the-local-group/. Läst 6 februari 2024.